# Hetzdorf (Flöhatal)
Hetzdorf ist ein Ort im Landkreis Mittelsachsen, welcher zu einem Teil zur Stadt Flöha (Ortsteil Falkenau) und zum anderen Teil zur Stadt Oederan (Ortsteil Breitenau) gehört. Beide Gemeindeteile von Hetzdorf werden durch die Flöha getrennt. Bekannt ist der Ort durch die ehemalige Eisenbahnbrücke „Hetzdorfer Viadukt“.

## Geografie

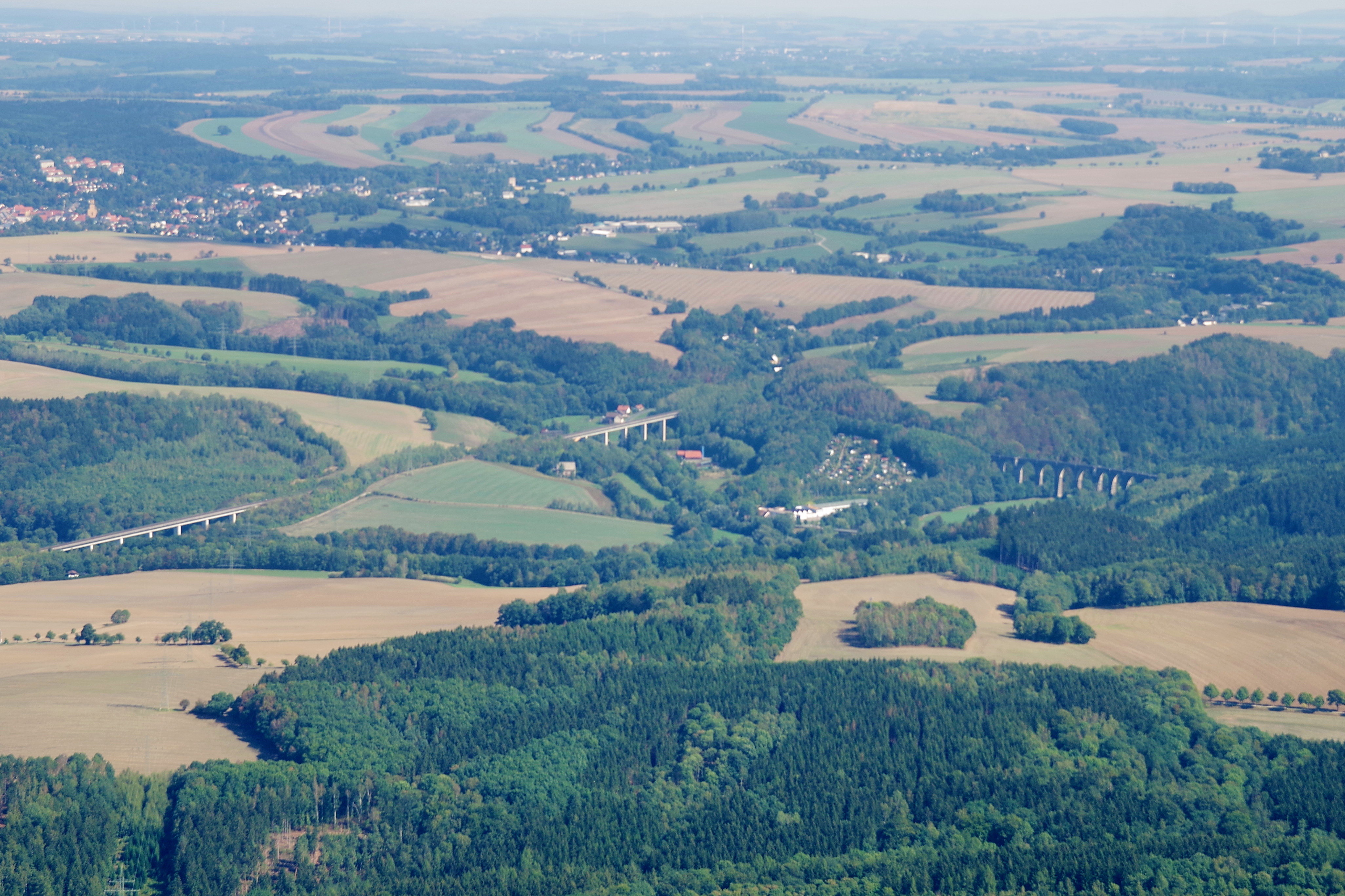
Hetzdorf zwischen der alten (rechts) und neuen (links) Bahntrasse

### Geografische Lage und Verkehr
Hetzdorf liegt am Rand des unteren Osterzgebirges im Tal der unteren Flöha, welche die beiden Ortsteile voneinander trennt. Der zu Falkenau (Flöha) gehörige Teil mit dem Bahnhof liegt am linken, der zu Breitenau (Oederan) gehörige Teil im Hetzbachtal am rechten Ufer. Seit der Stilllegung der Schmalspurbahn Hetzdorf–Eppendorf–Großwaltersdorf wird der Bahnhof Hetzdorf (Flöhatal) nur noch von der normalspurigen Bahnstrecke Reitzenhain–Flöha bedient.

### Nachbarorte
Nachbarorte von Hetzdorf sind Falkenau im Norden, Breitenau im Osten, Lößnitztal und Metzdorf im Südosten, Hohenfichte  im Süden, Grünberg im Südwesten sowie Plaue im Westen.

## Geschichte
Die erste belegte Ortsnamenform der Siedlung an der Mündung des Hetzbachs in die Flöha datiert von 1378 als Heczelstorf. Spätere Ortsnamen sind Etzilstorf undir Schellinberg gelegin (1382), Hetzelsdorff (1445), Hetzdorff (1501) und Hetzdorf (1540). Herkunft und Deutung des Namens sind unklar. Das Waldhufendorf gehörte um 1378 zur Burg Schellenberg. 1551 ist Hetzdorf als Amtsdorf des Amts Schellenberg nachgewiesen, welches im Jahr 1590 in „Amt Augustusburg“ umbenannt wurde. Durch die Sächsische Landgemeindeordnung von 1838 wurde der Ort eine eigenständige Gemeinde. 1856 wurde die Gerichtsbarkeit des Ortes dem Gerichtsamt Oederan übertragen. Seit 1874 gehörte Hetzdorf zur neu gegründeten Amtshauptmannschaft Flöha.

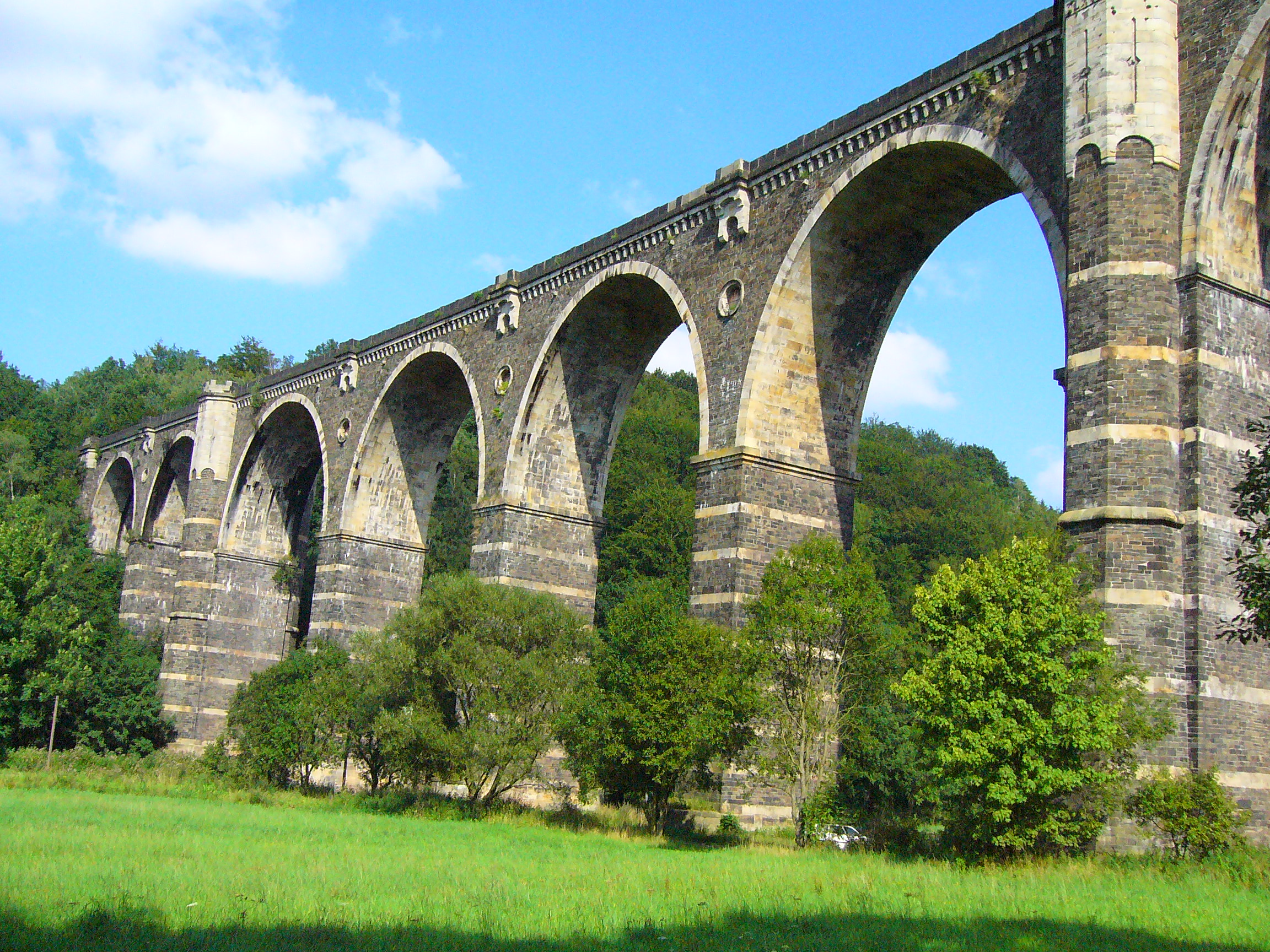
Die vier großen Bögen des Hetzdorfer Viadukts

Einen Bedeutungszuwachs erlebte der Ort Mitte des 19. Jahrhunderts mit dem Bau der Eisenbahn. Die 1869 eröffnete Bahnstrecke Dresden–Werdau überquerte das Flöhatal im Ortsgebiet über den berühmten Hetzdorfer Viadukt. Mit einer Höhe von 42 m war sie die höchste einetagige (einstöckige) Brücke der Deutschen Reichsbahn. Sie hat mit ihren insgesamt 17 Bögen eine Länge von 328 m. 1875 wurde die Bahnstrecke Reitzenhain–Flöha durch das Flöhatal eröffnet, wobei Hetzdorf zunächst keinen eigenen Bahnhof erhielt. Bei der Planung der Schmalspurbahn Hetzdorf–Eppendorf war zunächst die circa 1,7 km südlich gelegene Station Hohenfichte als Anschlussbahnhof vorgesehen. Aufgrund der günstigeren Lage entschied man sich aber während des Baus der Schmalspurbahn für den jetzigen Standort am linken Ufer der Flöha in der Nähe des Hetzdorfer Viadukts, der sich etwa 1,2 km abwärts von der Stelle, wo die Schmalspurbahn auf die Normalspurbahn traf, befindet. Die Eröffnung der Schmalspurbahn und der Haltestelle „Hetzdorf bei Oederan“ fand am 30. November 1893 statt. 1905 wurde die Haltestelle Hetzdorf zum Bahnhof Hetzdorf (Flöhatal) heraufgestuft.
1927 wurde die rechts der Flöha liegende Gemeinde Hetzdorf nach Breitenau eingemeindet. Der links der Flöha liegende Teil mit dem Bahnhof gehörte zu Falkenau. Durch die zweite Kreisreform in der DDR kam Hetzdorf im Jahr 1952 zum Kreis Flöha im Bezirk Chemnitz (1953 in Bezirk Karl-Marx-Stadt umbenannt).
Am 6. November 1967 wurde der Personenverkehr und am 1. Januar 1968 der Güterverkehr auf der Schmalspurbahn nach Eppendorf stillgelegt. Damit verlor der Bahnhof enorm an Bedeutung, zugleich wurden mit dem Abbau der Schmalspurbahn einige Normalspurgleise entfernt. Auch an der Eisenbahnstrecke Dresden–Werdau traten zur Zeit der DDR Veränderungen ein. Der Ministerrat der DDR beschloss am 10. Januar 1986, die alte gekrümmte Trasse mit dem Hetzdorfer Viadukt im Zuge einer Streckenbegradigung mit einer 2.033,9 m langen und bis zu 16,8 Promille steilen Neubaustrecke zu umgehen und den Viadukt für den Eisenbahnverkehr stillzulegen. Im Zuge der Streckenbegradigung wurden zwei jeweils 343,65 m lange und bis zu 34,50 bzw. 36,50 m hohe Spannbetonbrücken errichtet. Der neue Streckenabschnitt ging am 12. Mai 1992, zunächst eingleisig, in den regulären Betrieb. Der Streckenabschnitt mit der alten Brücke wurde am gleichen Tag stillgelegt. Das zweite Gleis wurde zum 30. Mai 1992 in Betrieb genommen. In der Folgezeit wurde der Viadukt von ABM-Kräften gesichert und als Wanderweg hergerichtet. Seitdem ist er zwischen Oederan und Augustusburg Teil des Fernwanderweges Ostsee-Saaletalsperren.
Nach der Deutschen Wiedervereinigung gehörte Hetzdorf als Gemeindeteile von Falkenau bzw. Breitenau ab 1990 zum Landkreis Flöha. Mit diesem kamen die Orte 1994 zum Landkreis Freiberg und 2008 zum Landkreis Mittelsachsen. Der Breitenauer Anteil Hetzdorfs (rechtes Flöhaufer) gehört seit der Eingemeindung von Breitenau im Jahr 1997 zur Stadt Oederan. Der Falkenauer Gemeindeteil (linkes Flöhaufer) kam im Jahr 2011 mit Falkenau zur Stadt Flöha.

### Entwicklung der Einwohnerzahl
| Jahr | Einwohnerzahl                                     |
| ---- | ------------------------------------------------- |
| 1551 | 7 besessene Mann, 1 Gärtner, 6 Inwohner, 11 Hufen |
| 1764 | 7 besessene Mann, 11 ½ Hufen                      |
| 1834 | 87                                                |
| 1871 | 223                                               |

| Jahr | Einwohnerzahl |
| ---- | ------------- |
| 1890 | 259           |
| 1910 | 219           |
| 1925 | 211           |

## Verkehr

Bahnhof Hetzdorf (Flöhatal) nach dem Abbau der Schmalspurbahn

Durch den Ort verläuft im Flöhatal die Staatsstraße 237 von Falkenau nach Eppendorf. Im Ort zweigt die Kreisstraße 7706 durch das Hetzbachtal nach Breitenau und Oederan ab.
In Hetzdorf überquert die Bahnstrecke Dresden–Werdau als Teil der Sachsen-Franken-Magistrale das Flöhatal in zwei Bogenbrücken. Bis 1992 verlief die Strecke über den berühmten Hetzdorfer Viadukt. Die stillgelegte Trasse über die Brücke ist seitdem ein Rad- und Wanderweg.
Der Bahnhof „Hetzdorf (Flöhatal)“ wird heutzutage als Kreuzungsstation von der Erzgebirgsbahn auf der Flöhatalbahn Flöha-Olbernhau genutzt. Bis 1967/68 zweigte im Bahnhof die Schmalspurbahnstrecke durch das Lößnitztal nach Eppendorf und Großwaltersdorf ab.